# Фоминское (городской округ Солнечногорск)
Фоминское — деревня в Московской области России. Входит в городской округ Солнечногорск. Население — 0 чел. (2010).

## География
Деревня расположена на севере Московской области, в северной части округа, примерно в 16 км к северу от центра города Солнечногорска, на левом берегу безымянного притока реки Лутосни (бассейн Дубны). В деревне одна улица — Луговая. Ближайшие населённые пункты — деревни Починки, Тараканово и Яркино.

## Население
| 1852 | 1859 | 1890 | 1899 | 1926 | 1932 |
| ---- | ---- | ---- | ---- | ---- | ---- |
| 100  | ↗101 | ↘77  | ↗82  | ↗103 | ↗118 |
| 1966 | 1998 | 2002 | 2010 |      |      |
| ↘8   | ↘0   | ↗1   | ↘0   |      |      |

## История
В середине XIX века — сельцо 1-го стана Клинского уезда Московской губернии в 75 верстах от столицы и 20 верстах от уездного города, близ Дмитровского тракта. Принадлежала тайному советнику Павлу Львовичу Батюшкову, крестьян 41 душа мужского пола и 59 душ женского, 14 дворов.
В «Списке населённых мест» 1862 года — владельческое сельцо 1-го стана Клинского уезда по правую сторону Дмитровского тракта от города Клина, в 18 верстах от уездного города и 14 верстах от становой квартиры, при пруде, с 12 дворами и 101 жителем (42 мужчины, 59 женщин).
По данным на 1899 год — деревня Соголевской волости 2-го стана Клинского уезда с 82 душами населения.
В 1913 году — 16 дворов.
По материалам Всесоюзной переписи населения 1926 года — деревня Таракановского сельсовета Соголевской волости Клинского уезда в 17,1 км от станции Подсолнечная Октябрьской железной дороги, проживало 103 жителя (48 мужчин, 55 женщин), насчитывалось 17 крестьянских хозяйств.
С 1929 года — населённый пункт в составе Солнечногорского района Московского округа Московской области. Постановлением ЦИК и СНК от 23 июля 1930 года округа как административно-территориальные единицы были ликвидированы.
12 июля 1929—7 декабря 1957, 18 августа 1960—1 февраля 1963, 11 января 1965—2 декабря 1976 гг. — деревня Таракановского сельсовета Солнечногорского района Московской области РСФСР СССР.
7 декабря 1957—18 августа 1960 гг. — деревня Таракановского сельсовета Химкинского района Московской области РСФСР СССР.
1 февраля 1963—11 января 1965 гг. — деревня Таракановского сельсовета Солнечногорского укрупнённого сельского района Московской области РСФСР СССР.
2 декабря 1976—26 декабря 1991 гг. — деревня Вертлинского сельсовета Солнечногорского района Московской области РСФСР СССР.
26 декабря 1991—3 февраля 1994 гг.. — деревня Вертлинского сельсовета Солнечногорского района Московской области РФ.
С 3 февраля 1994 до 29 ноября 2006 гг. деревня входила в Вертлинский сельский округ Солнечногорского района Московской области РФ.
29 ноября 2006—28 января 2019 гг.. — деревня Смирновского территориального отдела Солнечногорского района Московской области РФ.
28 января—9 апреля 2019 г. — деревня города Солнечногорск Солнечногорского района Московской области.
С 9 апреля 2019 г. по настоящее время — деревня города Солнечногорск Московской области РФ.
С 21 января 2005 до 9 января 2019 гг. деревня включалась в Смирновское сельское поселение Солнечногорского муниципального района Московской области РФ.
С 9 января 2019 года деревня входит в городской округ Солнечногорск Московской области РФ, в рамках администрации которого относится с территориальному управлению Смирновское.